# Craidorolț
Craidorolț (Királydaróc en hongrois, Darholz en allemand) est une commune roumaine du județ de Satu Mare, dans la région historique de Transylvanie et dans la région de développement du Nord-ouest.

## Géographie
La commune de Craidorolț est située dans le centre du județ, sur les rives de la Crasna, dans la plaine du Someș, à 23 km au sud-est de Carei et à 35 km au sud-ouest de Satu Mare, le chef-lieu du județ.
La municipalité est composée des cinq villages suivants (population en 2002) :
- Craidorolț (1 056), siège de la commune ;
- Crișeni (220) ;
- Erin-Sâncrai (630) ;
- Satu Mic (223) ;
- Țeghea (59).

## Histoire
La première mention écrite du village de Craidorolț date de 1217 et tire son nom des mots draucarii et krai qui signifie respectivement fauconnerie et royal, ce qui s'explique par la probable existence de fermes royales d'élevage de faucons. le village de Țeghea apparaît en 1279, celui d'Erin-Sâncrai en 1335, celui de Satu Mic en 1380. Crișeni n'a été reconnu comme village qu'au XXe siècle.
La commune, qui appartenait au royaume de Hongrie, faisait partie de la principauté de Transylvanie et elle en a donc suivi l'histoire. Dès 1241, le village de Craidorolț est détruit par les Tatars et entièrement reconstruit.
Au XVIIIe siècle, la commune est englobée dans les domaines de la famille Károlyi qui favorise l'installation de colons d'origine allemande.
Après le compromis de 1867 entre Autrichiens et Hongrois de l'empire d'Autriche, la principauté de Transylvanie disparaît et, en 1876, le royaume de Hongrie est partagé en comitats. Craidorolț intègre le comitat de Szilágy (Szilăgy vármegye) après avoir appartenu à plusieurs comitats : Szatmár, Solnocu de Mijloc.
À la fin de la Première Guerre mondiale, l'Empire austro-hongrois disparaît et la commune rejoint la Grande Roumanie et le județ de Sălaj au traité de Trianon.
En 1940, à la suite du deuxième arbitrage de Vienne, elle est annexée par la Hongrie jusqu'en 1944, période durant laquelle sa communauté juive est exterminée par les nazis. Elle réintègre la Roumanie après la Seconde Guerre mondiale au traité de Paris en 1947. Ce n'est qu'en 1968 que la commune est intégrée dans le județ de Satu Mare.
En 1995, un monastère de moniales orthodoxes est créé dans le village de Țeghea.

## Politique
| Période                                  | Période  | Identité           | Étiquette | Qualité |
| ---------------------------------------- | -------- | ------------------ | --------- | ------- |
| Les données manquantes sont à compléter. |          |                    |           |         |
| 2008                                     | En cours | Daniel-Béla Balogh | PSD       |         |

| Parti | Parti                                      | Sièges |
| ----- | ------------------------------------------ | ------ |
|       | Parti national libéral (PNL)               | 2      |
|       | Parti social-démocrate (PSD)               | 5      |
|       | Alliance des libéraux et démocrates (ALDE) | 1      |
|       | Parti du pouvoir humaniste (PPU)           | 1      |
|       | Union démocrate magyare de Roumanie (UDMR) | 2      |

## Religions
En 2002, la composition religieuse de la commune était la suivante :
- Chrétiens orthodoxes, 58,31 % ;
- Réformés, 17,91 % ;
- Catholiques romains, 17,27 % ;
- Grecs-Catholiques, 4,66 % ;
- Baptistes, 0,86 %.

## Démographie
En 1910, à l'époque austro-hongroise, la commune comptait 2 615 Hongrois (55,19 %) et 2 066 Roumains (43,60 %).
En 1930, on dénombrait 2 457 Roumains (50,66 %), 1 794 Hongrois (36,99 %), 274 Allemands (5,65 %), 186 Roms (3,84 %) et 126 Juifs (2,60 %).
En 1956, après la Seconde Guerre mondiale, 2 549 Roumains (55,51 %) côtoyaient 1 975 Hongrois (43,01 %) et 68 Tsiganes (1,48 %).
En 2002, la commune comptait 1 256 Roumains (57,40 %), 697 Hongrois (31,85 %), 188 Tsiganes (8,59 %) et 39 Ukrainiens. On comptait à cette date 824 ménages et 956 logements.
| 1880  | 1890  | 1900  | 1910  | 1920  | 1930  | 1941  | 1956  | 1966  |
| ----- | ----- | ----- | ----- | ----- | ----- | ----- | ----- | ----- |
| 3 789 | 4 206 | 4 569 | 4 738 | 4 531 | 4 850 | 4 784 | 4 592 | 4 184 |

| 1977  | 1992  | 2002  | 2007  | - | - | - | - | - |
| ----- | ----- | ----- | ----- | - | - | - | - | - |
| 3 104 | 2 305 | 2 188 | 2 145 | - | - | - | - | - |

## Économie
L'économie de la commune repose sur l'agriculture et l'élevage. Elle dispose de 5 740 ha de terres arables, de 1 177 ha de pâturages, de 782 ha de forêts et de 2 ha de vignes.

## Communications

### Routes
Craidorolț est située au croisement de la route régionale DJ108L qui se dirige vers Terebești au nord et Tășnad au sud et la DJ195B qui rejoint Moftin au nord-ouest et Acâș et la nationale DN19A (Route européenne 81) Satu Mare-Cluj-Napoca au sud.

## Lieux et monuments
- Craidorolț, église réformée d'origine gothique, reconstruite au XVIIIe siècle, classée monument historique[10],[11].
- Craidorolț, église orthodoxe des Sts Archanges datant de 1770, classée monument historique[10],[12].
- Erin-Sâncrai, église orthodoxe datant de 1907[10].
- Erin-Sâncrai, église réformée d'origine gothique, reconstruite au XVIe siècle, classée monument historique[10],[13].
- Satu Mic, église orthodoxe datant de 1853[10].
- Țeghea, église orthodoxe datant de 1767[10].
- Țeghea, église orthodoxe datant de 1696[10].
- Țeghea, église réformée des XIIIe et XIVe siècles, de style gothique[14].